# Durban-Corbières
Durban-Corbières è un comune francese di 695 abitanti situato nel dipartimento dell'Aude nella regione dell'Occitania.

## Società

### Evoluzione demografica
Abitanti censiti